# Xavier Sabata

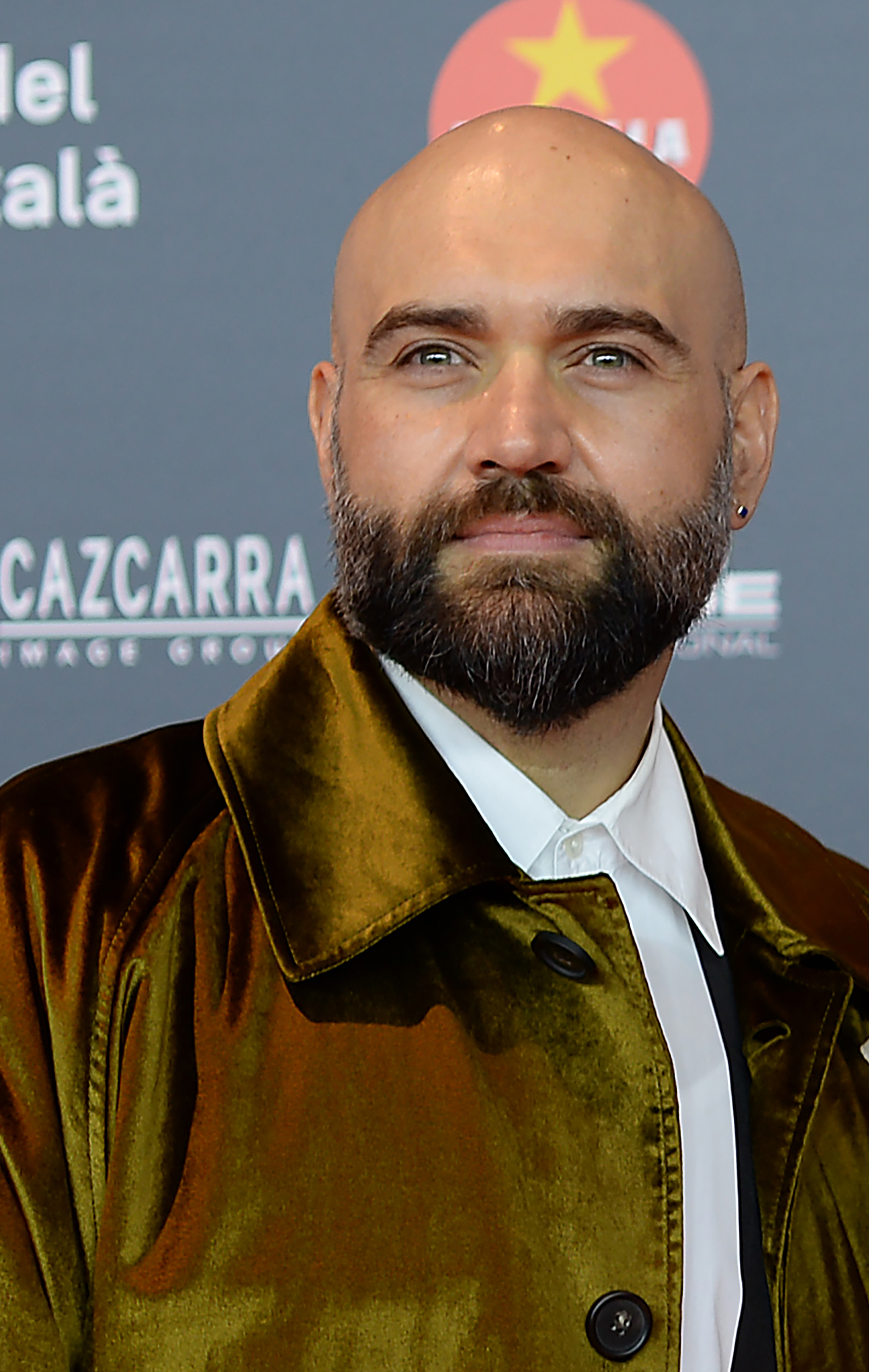
Xavier Sabata

Xavier Sabata (* 1976 in Avià) ist ein katalanischer Opernsänger (Countertenor) und Schauspieler.

## Leben und Werk
Sabata studierte Schauspiel an der Hochschule für Theater Barcelona, Saxophon am Konservatorium Barcelona, sowie Gesang und Lied an der Escola Superior de Musica Catalunya und der Hochschule für Musik Karlsruhe bei Hartmut Höll und Mitsuko Shirai. Meisterkurse absolvierte er u. a. bei Montserrat Figueras, Richard Levitt und Christoph Prégardien. Seit seinem Engagement an der Opéra de Lyon in Monteverdis L’incoronazione di Poppea unter der Leitung von William Christie mit Les Arts Florissants arbeitet er regelmäßig mit diesem Ensemble. Hierbei ist er u. a. in Brüssel, Paris, New York, London, Madrid und Caen aufgetreten.
Weitere Gastauftritte hatte Sabata bei den Festwochen der Alten Musik in Innsbruck (unter Leitung von René Jacobs), am Palau de la Música Catalana in Barcelona und beim Festival d’Aix-en-Provence (in Purcells Dido and Aeneas), am Teatro Malibran in Venedig, im Megaron von Athen, an der Opéra royal de Versailles sowie dem Théâtre des Champs-Elysées in Paris und im Theater an der Wien. Häufig singt Sabata mit Ensembles für alte Musik wie dem Venice Baroque Orchestra, I Barochisti, Al Ayre Español, Gabriel Elyma, La Rissonanza, Les Sacqueboutiers de Tolousse, El Concierto Español, Laberintos Ingeniosos und Forma Antiqva.
Zu seinen Bühnenrollen zählen der Ottone in Agrippina (an der Opéra Royal d’Oviedo) und der Iarba in Cavallis La Didone (Paris). Er ist 2009/10 am Theater Freiburg als Prinz Gogo (Ligetis Le Grand Macabre), 2010/11 als Mignon (in Kagels Aus Deutschland), 2011/12 als Schöpfer (in de la Barras Das große Welttheater) sowie als Rinaldo (Händel) aufgetreten. In der Spielzeit 2015/16 ist er dort als Kaspar Hauser in der gleichnamigen Oper von Hans Thomalla zu sehen und zu hören.
Sabata tritt auch als Schauspieler in namhaften spanischen Kompanien wie dem Teatre Lliure Barcelona oder dem Teatre Nacional Catalonia auf und war in spanischen Fernsehserien zu sehen.

## Ausgewählte Aufnahmen
- Händel: Faramondo, Gesamtaufnahme(2008): Max Emanuel Cenčić (Faramondo), Sophie Karthäuser (Clotilde), In-Sung Sim (Gustavo), Marina de Liso (Rosimonda), Philippe Jaroussky (Adolfo), Xavier Sabata (Gernando), Fulvio Bettini (Teobaldo), Terry Wey (Childerico). I Barocchisti; Dirigent: Diego Fasolis (166 min, Virgin Classics 50999 2-16611-2-9)
- Bad Guys, Soloalbum mit Arien von Händel (2012). Il pomo d’oro; Dirigent: Riccardo Minasi
- The 5 Countertenors, Decca, 2015.